# Biblioteka Uniwersytetu Łódzkiego

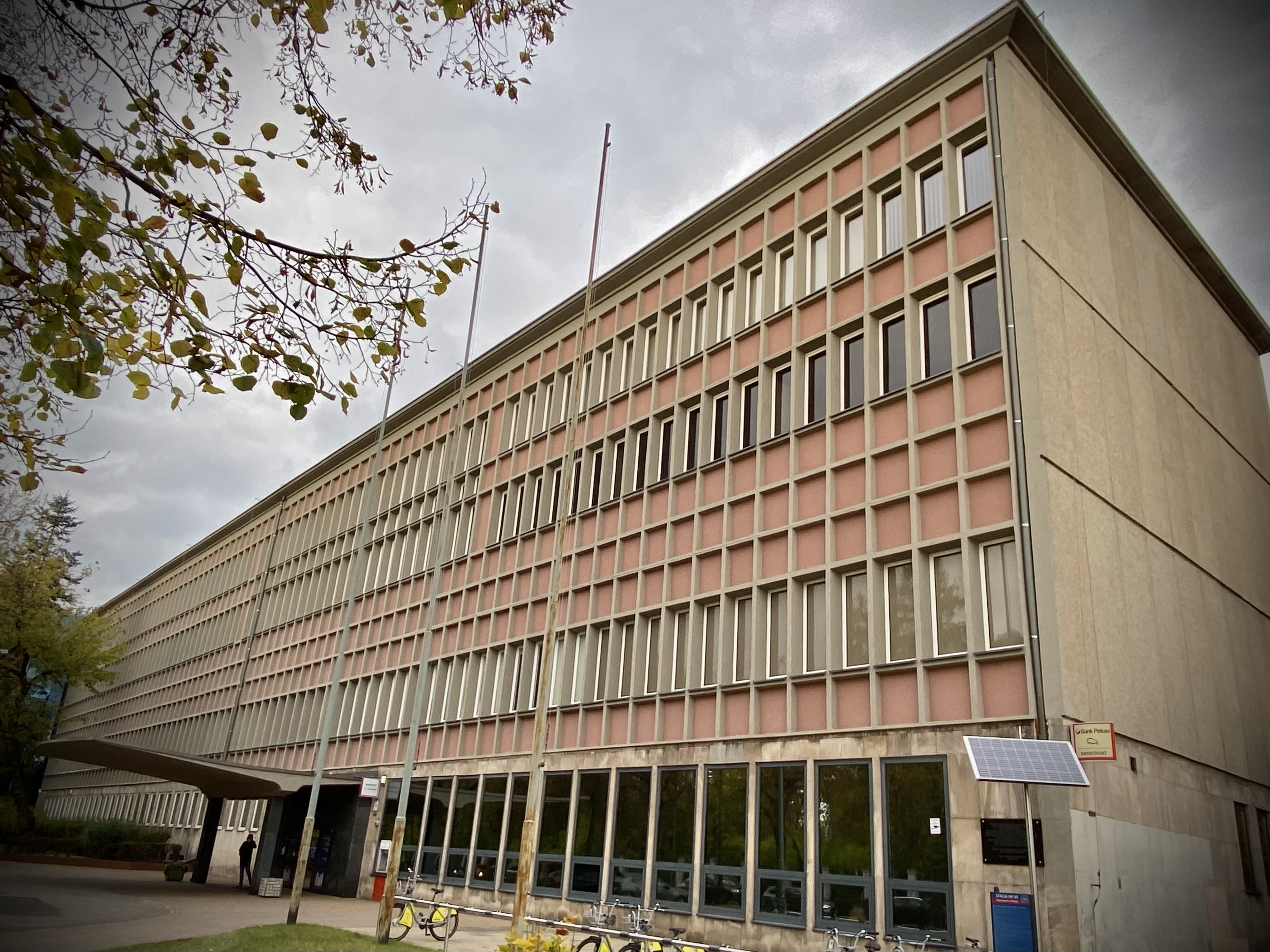
Na zdjęciu widoczna stara część budynku biblioteki z dawnym wejściem głównym od strony ulicy Jana Matejki

Biblioteka Uniwersytetu Łódzkiego (BUŁ, potocznie: BUŁ-a, Buła) – biblioteka Uniwersytetu Łódzkiego.
Biblioteka mieści się w Łodzi przy ul. Jana Matejki 32/38. Jest obecnie jedną z największych bibliotek w Polsce (ponad 3,4 mln woluminów) i jedną z najbardziej nowoczesnych w tej części Europy. BUŁ jest też największą biblioteką w województwie łódzkim.

## Historia
Uruchomiona wraz z powstającym w Łodzi Uniwersytetem z dniem 11 lutego 1945. 
W latach 1955–1960 wybudowano dla niej nową siedzibę przy ul. Jana Matejki, według projektu arch. Edmunda Orlika i arch. Eugeniusza Budlewskiego pracujących w biurze Miastoprojekt Łódź, która uznawana została jako jedno z najbardziej dopracowanych dzieł architektonicznych okresu PRL w Łodzi. Przed II wojną światową w tym miejscu miał powstać nowy gmach Urzędu Wojewódzkiego Łódzkiego, ale nie rozpoczęto nawet prac ziemnych.
Zdobienia gmachu wykonali łódzcy artyści plastycy: ceramiczną płaskorzeźbę w holu głównym na parterze – Antoni Starczewski; malowidło ścienne na I piętrze – Stanisław Fijałkowski; malowidło ścienne w Czytelni Czasopism – Lech Kunka; rzeźbę w holu na II piętrze – Mieczysław Szadkowski.
Goszczący w Łodzi w listopadzie 1959 wybitny śpiewak, łodzianin z pochodzenia, Alfred Orda, podarował miastu 10 tys. funtów z przeznaczeniem na rozwój Działu Muzykaliów Biblioteki. W intencji było to podziękowanie za 600-złotowe stypendium udzielone mu w 1936 przez Samorząd m. Łodzi na naukę w Konserwatorium w Warszawie.     
23 czerwca 2003 rozpoczęła się budowa nowego gmachu według projektu architektów Iwony i Andrzeja Pietkiewiczów, tworzącego z poprzednim integralną całość. Nowa część biblioteki została otwarta dla studentów 1 października 2006.
1 kwietnia 2008 uruchomiona została Biblioteka Cyfrowa Uniwersytetu Łódzkiego działająca w oparciu o zbiory biblioteczne BUŁ. Zbiory Biblioteki Cyfrowej prezentowane są w następujących kolekcjach: 
- Bibliografie
- Czasopisma XVIII-XX wiek
- Czasopisma bieżące
- Dziedzictwo kulturowe
- Materiały konferencyjne
- Polskie serie literackie w XIX wieku
- Wydawnictwa regionalne XIX-XX wiek
- Wydawnictwa współczesne.

## Zbiory
Zbiory początkowo pochodziły z porzuconych księgozbiorów w Łodzi i okolicach, a także z darów od osób prywatnych i instytucji. Od 1947 biblioteka otrzymuje egzemplarz obowiązkowy, z którego to pochodzi większość zbiorów. Biblioteka gromadzi, opracowuje, udostępnia i przechowuje piśmiennictwo ze wszystkich dziedzin wiedzy, zarówno historyczne, jak i współczesne, polskie i zagraniczne, ze szczególnym naciskiem na zbiory z zakresu dziedzin reprezentowanych na Uniwersytecie Łódzkim.
Biblioteka przeprowadziła digitalizację części zbiorów, np.: serii literackich z XIX w., oraz materiałów dotyczących kinematografii, które są dostępne w formie cyfrowej w Bibliotece Cyfrowej Uniwersytetu Łódzkiego.
W skład Głównej Biblioteki Uniwersyteckiej w Łodzi wchodzi sieć 91 bibliotek zakładowych.

## Działalność
Biblioteka oprócz trzech podstawowych funkcji: gromadzenia, przechowywania i udostępniania oferuje swoim czytelnikom, głównie studentom, ale nie tylko, możliwość dotarcia do ciekawej literatury oraz szeroką gamę inicjatyw kulturalnych zachęcających do czytania i do regularnego odwiedzania tej instytucji
.

## Dyrektorzy Biblioteki
- Zygmunt Dylik: 1945 - 1946
- Adam Łysakowski: 1946 - 1948
- Helena Więckowska: 1948 – 1969
- Bolesław Świderski: 1969 - 1981
- Jerzy Włodarczyk: 1981 – 1984
- Janusz Dunin: 1984 – 1987
- Jan Janiak: 1987 - 2005
- Maria Wrocławska: 2005 – 2014
- Tomasz Piestrzyński: od 2014[17]

## Zasłużeni pracownicy biblioteki
- Jerzy Andrzejewski
- Janusz Dunin,
- Zygmunt Dylik,
- Janina Pelcowa,
- Wanda Frontczakowa,
- Bogumił Karkowski,
- Michał Kuna,
- Adam Łysakowski,
- Apolonia Michalska,
- Jan Muszkowski,
- Mirosława Suska,
- Bolesław Świderski,
- Irena Treichel,
- Jerzy Tynecki,
- Helena Więckowska.